# 空気神社

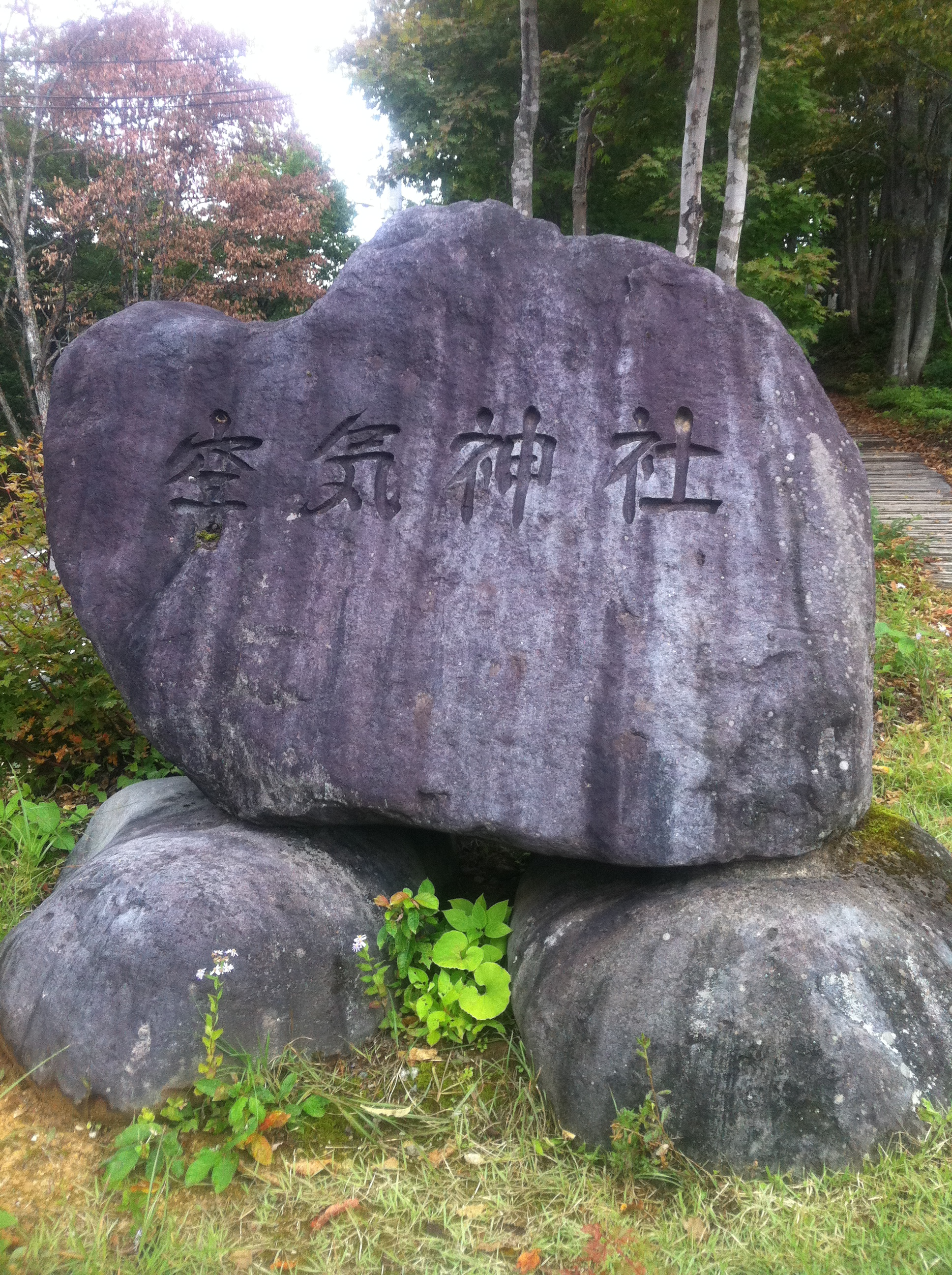
空気神社の碑

空気神社（くうきじんじゃ）は、山形県西村山郡朝日町 (山形県)の朝日山地にあるAsahi自然観敷地内にあるモニュメントであり、信仰対象の「神社」ではない。

## 概要
設立のきっかけは、朝日町民の白川千代雄が、1975年3月の『広報あさひ』にて、人にとって最も大切な空気に感謝する空気神社を造ったらどうかと提案したことである。白川の生前には実現しなかったが、その言葉を覚えていた町の有志によって、町おこしの一環として、空気神社が造立された。
「神社」の設計はコンペで選ばれ、東北工業大学の谷津憲司の作品が最優秀賞となった。
地上には、5メートル四方の鏡面仕上げされたステンレスが敷かれているのみで、屋根、柱、壁を持つ建物はない。その下に4.3メートル四方、3メートル深の地下室があり、四隅に鳥居状の柱があり、ステンレス上で舞が行われるさい、足音を増幅する為とされる12個の素焼きの瓶が置かれる。
世界環境デーでもある6月5日に、朝日町が「空気の日」と制定し、例年この「空気の日」と最寄りの土曜日・日曜日に「空気まつり」を行っている。この日、インタープリターを介して、「拝殿」内部に入ることができる。
1990年に「空気神社」名で商標登録がなされた。
山形県朝日町にある。1975年、白川千代雄の発案がきっかけとなり設立された。神社の設計はコンペで募集し、最優秀賞をとった東北工業大学の谷津憲司の作品がもととなっている。この神社建設の目的は、空気の大切さを思い出してもらうためである。 

## 歴史
空気神社は、昭和48年（1973年）に白川千代雄が提唱した「空気への感謝」という思想に基づき、山形県朝日町で建立された神社である。白川は「空気のおかげで生きているのに、空気に感謝する神社がないのはおかしい」という考えを基に、空気を祀る神社の設立を提案した。

### 背景
白川は、田畑での作業に比べ、ブナ林で働くと疲労を感じにくいという自身の体験から、森林が生み出す空気への感謝の必要性を実感していた。また、彼自身が森林組合の会員であったことも、こうした理念を支える基盤となった。

### 計画の進展
昭和50年（1975年）、白川は町の広報誌『広報あさひ』に空気神社設立の構想を投稿した。その内容としてはまず町民からの寄付を募り、空気神社の石碑をつくり、第二段階として世界中から寄付を募り、神社を建設するというものだった。昭和62年（1987年）、町おこしの一環として空気神社の本格的な建立準備が始まった。このプロジェクトは「自然観」プロジェクトの一部として位置づけられ、他地域との差別化を図る観点から進められた。

### 建設と完成
昭和63年（1988年）12月にはデザインコンペが開催され、同年2月20日に商標権登録、翌月3月19日に特許庁によりそれが受理されている。平成元年（1989年）には建設計画が正式に発案された。平成2年（1990年）4月24日に起工式が行われ、同年7月27日に五行のモニュメントと奉名者碑を含む拝殿が完成した。

### 意義とその後
平成4年（1992年）、朝日町は国際連合が定める世界環境デーである6月5日を「朝日町空気の日」と制定した。この神社の運営は政教分離の観点から、朝日町役場商工観光課に設置された観光協会が担った。
空気神社は、自然への感謝と持続可能な環境保全の象徴として、多くの訪問者を引きつける文化的財産となっている。

## 施設
空気神社は、平成元年に開催された全国デザインコンペティションで選ばれた東北工業大学建築学科助教授・谷津憲司が設計した。ブナ林に覆われた小高い森の頂上に位置している。

### 位相構成
空気神社（現地）にある説明書きによれば、神社は「光の空間」と「闇の空間」の二つの位相で構成されている。
1. 光の空間（外部のメインモニュメント）      ステンレス製の鏡面モニュメントが設置され、周囲の木々や空を映し出すことで「空気」の存在を視覚的に表現している。この空間は神の「イツキノニワ」と呼ばれ、四季の自然を映し出すことで絶えず変化する景色を象徴している。
2. 闇の空間（内部の神殿）      モニュメントの地下に位置し、聖域とされる。鳥居が4本組み合わさったワインカラーの構造をしている。地中には音響効果を高めるため素焼き壺が埋め込まれており、そこに閉じ込められた空気が音となって外部に放たれる。この素焼き壺は12個設置されており、これは一年を象徴している。神殿は、毎年「空気の日」である6月5日のみ開帳される。

### 参道と五行モニュメント
参道には宇宙を構成する五行（木・火・土・金・水）を象徴するモニュメントが設置されている。

## 祭事・行事

### 空気祭り
「世界環境デー」の6月5日を、町が「朝日町空気の日」に制定。それに合わせ、毎年6月5日とその最寄りの土日に開催される。地下にある神社本殿がこの日、年に1度だけ御開帳する。また、地元の小学生による「みこの舞」の奉納や、地元の農産物販売が行われる。

### 本殿のライトアップ
2022年から、毎年6～8月に新しい試みとして夜間のライトアップを開始。山道から本殿までをLEDで照らし、「光の四季」を表現している。

## 参拝方法
1. 二拝
2. 四拍手（心で「春夏秋冬」と唱える）
3. 仰ぎ（両方の手のひらを内側に向け、上にあげて天を仰ぐ）
4. 一拝

（Asahi自然観のホームページより引用）
両手をVの字にし、天を仰いで空気の恵みを感じやすくするという参拝方法は、後の空気神社奉賛会の会長である菅井敏夫によって考えられた。（空気ものがたり）

## 交通・アクセス
JR左沢線左沢駅から山交バス宮宿行で21分。終点からタクシーで20分。車で40分。（やまがたへの旅より引用）